# NGC 4417
NGC 4417 ist eine linsenförmige Galaxie vom Hubble-Typ SB0 im Sternbild Jungfrau an der Ekliptik. Sie ist schätzungsweise 34 Millionen Lichtjahre von der Milchstraße entfernt und hat einen Durchmesser von etwa 35.000 Lj. Die Galaxie ist unter der Katalognummer VCC 944 als Mitglied des Virgo-Galaxienhaufens gelistet.
Im selben Himmelsareal befinden sich u. a. die Galaxien NGC 4424, NGC 4442, IC 3357 und IC 3366.
Das Objekt wurde am 15. April 1784 vom deutsch-britischen Astronomen Wilhelm Herschel entdeckt.